# 六七暴動

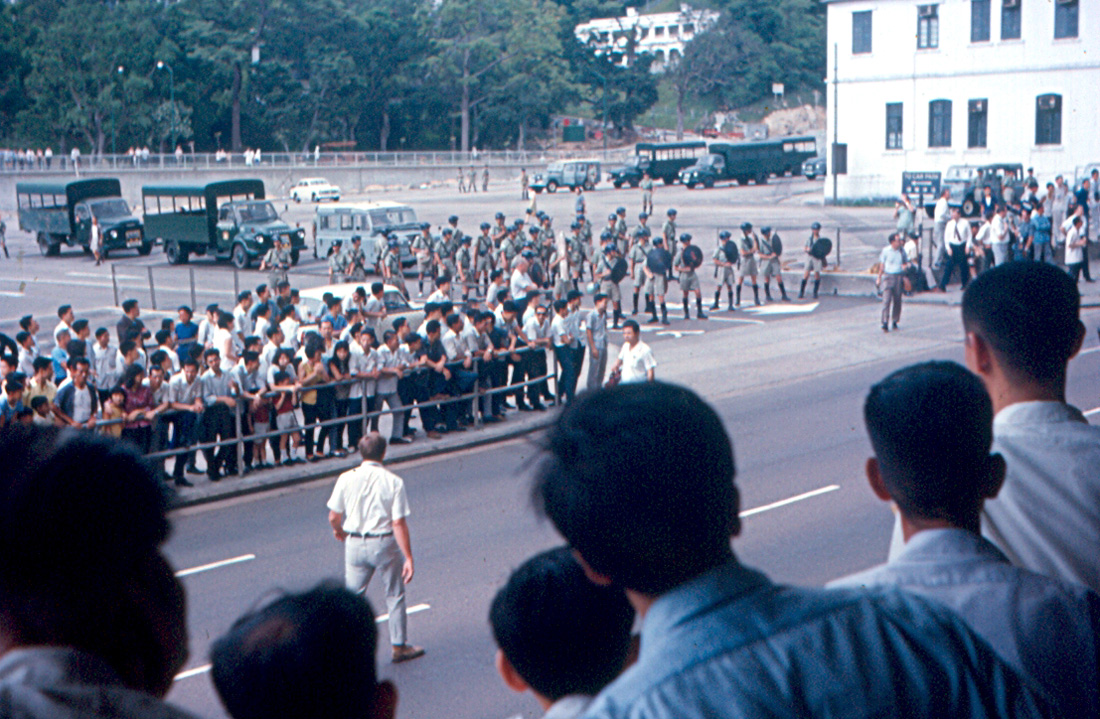
対峙するデモ隊と香港警察 (1967年)

六七暴動（ろくななぼうどう）あるいは、1967年香港左派暴動（英語: Hong Kong 1967 leftist riots）とは、文化大革命の影響を受けた香港左翼が、当時のイギリス系香港政府（植民地総督政庁）に対して起こした暴動である。1967年5月6日に始まり、同年12月に終わった六七暴動は、労働者の運動として始まったが、市民への爆弾攻撃などの赤色テロに発展した。
事件の間、イギリス王立香港警察は休暇をキャンセルして待機し、何度も左翼のデモ隊と衝突して、彼らを分散させ、弾圧し、逮捕した。この事件では、1,936人が起訴され、832人が負傷（うち警察官212人）、51人が死亡（警察官5人が事件で死亡、香港国境警察5人と中華人民共和国の共産党民兵1人が国境での衝突で死亡、左翼デモ隊約20人が死亡、市民7人が爆弾テロで死亡。また、ラジオ司会者の林彬が焼死）。死亡人数は1956年の双十暴動に次ぐ規模となった。
中国大陸では文化大革命の真っ只中で、英国の中国駐在連絡事務所も紅衛兵に破壊され、上海の英国委員会事務所も襲撃され閉鎖された。商業電台（香港商業ラジオ）の番組司会者だった林彬は、自分の番組で左翼の暴力的な行動を批判したところ、その数日後に彼と彼のいとこは投げつけられたガソリン弾によって焼死。これは暴動の象徴的な出来事とされた。

## 関連書籍 (すべて中国語)
- 《香港六七暴動內情》（張家偉著）
- 《香港六七暴動始末—解讀吳荻舟》（程翔著）
- 《六七暴動秘辛》
- 《香港左派鬥爭史》（周奕著）
- 《六七暴動：香港戰後歷史的分水嶺》（張家偉著）
- 《火樹飛花》（屈穎妍著）
- 《傷城記》（張家偉著）
- 《Hong Kong's Watershed The 1967 Riots》（張家偉著）